# كاثلين لويس
كاثلين «كاثي» لويس هي عالمة في الكيمياء البيئية، وأستاذة في الكيمياء الزراعية في جامعة هيرتفوردشاير، لديها الكثير من الإسهامات في الدراسات البيئية خصوصاً في مجال التلوث الناتج عن المواد الكيمائية.

## حياتها العلمية والمهنية
التحقت كاثلين بجامعة هيرتفوردشاير في عام 1995 وحازت على الدكتوراة عام 1999, وأصبحت أستاذ في عام 2014.
قبل انضمامها لجامعة هيرتفوردشاير، عملت لمدة 23 عاماً في مختبر وايرين سبرينج الذي كان يعد واحداً من المختبرات الرائدة في مجالات الدراسات البيئية في المملكة المتحدة.
تترأس كاثلين وحدة الأبحاث البيئية والزراعية المعروفة اختصاراً (AERU)، كما إنها عضو في معهد الإدارة والتقييم البيئي المعروف اختصاراً (MIEMA) وزميل في مؤسسة المحللين والمبرمجين المعروفة اختصاراً (FIAP).
كما إنها المراجع البريطاني لمجلة إلزافير العلمية في مجالات الزراعة والبيئة والأنظمة الصديقة للبيئة.
ترتكز أبحاث كاثيلين في مجالات الزراعة وخصوصاً في مجال تقييم التأثيرات البيئية علي الزراعة، في بدايات حياتها العملية قد طورت أداة للتعرف على مدى تأثير الزراعة والمبيدات الحشرية علي البيئة وقامت باستخدام تلك الأدوات في الأنشطة الزراعية في المملكة المتحدة.

## روابط خارجية
كاثلين لويس منشورات مفهرسة من قبل جوجل سكولار 
الصفحة الشخصية علي موقع لينكدإن
الصفحة الخاصة علي موقع جامعة هيرتفوردشاير